# Богдан Кузманов
Богдан Антонов Ку̀зманов е български ботаник, доктор на биологическите науки.

## Биография
Роден е на 19 април 1934 г. в София. През 1957 г. завършва биология в Софийския университет. През 1964 г. специализира в Полша, през 1966 г. – във Великобритания, а през 1974 г. – в САЩ. От 1958 г. в научен сътрудник, от 1991 г. е старши научен сътрудник I степен в института по ботаника при БАН. Ръководи секциите „Полезни растения“ и „Сравнителна анатомия, морфология и ембриология на растенията“. Преподава в Биологическия факултет на Софийския университет. През 1979 г. чете лекции в Берлин, 1985 и 1991 г. – в Солунския университет „Аристотел“, 1990 г. – Университета на Южна Австралия и Ботаническите градини в Аделаида. Умира на 22 декември 1991 г.

## Научна дейност
Извършва изследвания в областта на таксономията, биосистематиката и еволюцията на цветните растения. Въвежда за първи път в България направлението хемотаксономия в систематиката на растенията. Проучва цитотаксономично около една четвърт от всички изследвани видове от българската флора, очертава насоките на еволюция на някои критични родове висши растения и разработва семейства и родове растения в многотомната „Флора на Република България“.

## Научни трудове
- „Цитотаксономично изследване на българските бобови растения“ (1978)
- „Картиране и опазване на застрашените растения в българската флора“ (на английски език, 1981)
- „Еволюционни тенденции в българските сложноцветни растения“ (1991)